# Институт по оптически материали и технологии „Академик Йордан Малиновски“
Институтът по оптически материали и технологии „Академик Йордан Малиновски“ е научно звено, в научно-изследователското направление по нанонауки, нови материали и технологии, на Българска академия на науките.
Институтът работи по създаването на високотехнологични оптични материали и регистриращи системи за приложение във фотониката, плазмониката, нелинейната оптика и органичната оптоелектроника. Разработват се иновативни продукти, като: мултифункционални оптични и оптоелектронни хибридни устройства, оптични и био/газ сензори, органични фотоволтаични клетки и светоизлъчващи диоди (OLED).
Синтезират се фотоанизотропни нанокомпозити за направата на дифракционни оптични елементи. Разработват се числени методи за цифрови холографски системи и динамична спекол метрология, както и за създаването на триизмерен холографски дисплей и компютърно генериране на холограми.